# Pedaliodes flavopunctata
Pedaliodes flavopunctata är en fjärilsart som beskrevs av Krüger 1924. Pedaliodes flavopunctata ingår i släktet Pedaliodes och familjen praktfjärilar. Inga underarter finns listade i Catalogue of Life.